# Unidos de Vila Maria
O Grêmio Recreativo Cultural Social Escola de Samba Unidos de Vila Maria é uma escola de samba da cidade de São Paulo, sediada no bairro do Jardim Japão, no distrito da Vila Maria. É uma das agremiações mais tradicionais dos festejos paulistanos, fundada em 10 de janeiro de 1954.

## História
Inicialmente, como as demais escolas da cidade, a Vila Maria não desfilava com alas formalizadas, sendo que seus integrantes iam saindo pelas ruas, tais como a Avenida Celso Garcia, no Brás, e a Avenida São João, no Centro, com sua bateria. [carece de fontes?]
Durante toda a década de 50 e parte da década de 60, a escola desfilou em pequenos cortejos pelas ruas do bairro e de algumas regiões da cidade. Com o aumento de popularidade da festa, alguns membros das escolas existentes na época procuraram o poder público para pedir apoio e realizar desfiles mais estruturados. A década de 60 foi onde muitas agremiações mostraram crescimento, com grande destaque no cenário paulistano para a Unidos do Morro de Vila Maria.
No ano de 1965, o carnaval dá o primeiro passo à profissionalização. Com a adesão de Moraes Sarmento, os desfiles passam a ser transmitidos e comentado nas rádios e ganham espaço nas instituições de cultura da cidade. Em meados de 1967, o então prefeito José Vicente Faria Lima (carioca, nascido em Vila Isabel e apreciador de samba) regulariza os desfiles para a Avenida São João, e, em 1968, oficializa a festa, assinando a Lei nº 7.100/67, destinada a regular a promoção do Carnaval pela Prefeitura Municipal de São Paulo, regulamentada pelo Decreto nº 7.663/68.
Em 1968, no primeiro desfile oficial da cidade, a Vila Maria conquista o título do Grupo 2 (atual Grupo de Acesso), com um enredo que falava sobre Villa Lobos. A escola desfilou com 300 componentes e uma ala mirim.
À partir de 1997 inicia sua recuperação com administrações e resultados cada vez melhores que a levariam de volta ao grupo especial após 28 anos longe do grupo de elite do carnaval paulistano. Em 1998, com o enredo “Uma viagem à Atlântida”, consegue o título do Grupo 2 e com isso em 1999 desfila no Grupo 1 da UESP (atual Grupo de Acesso 2).

### Década de 2000 a 2009
No ano de 2000, a agremiação conquista o vice-campeonato e garante uma vaga no Grupo de Acesso.
Em 2001, sob a presidência de Marcelo Müller e com um enredo sobre novelas, conquista o título do Grupo de Acesso, o que lhe concedeu o direito de figurar entre as grandes escolas no ano seguinte. No ano de 2002, retorna ao Grupo Especial, apresentando o tema "Intolerância Não! Viva e Deixe Viver", terminando em 11º lugar e garantindo a permanência na elite do carnaval paulistano.
No ano de 2003 a escola falou da rodovia Presidente Dutra, que liga a cidade de São Paulo ao Rio de Janeiro, terminando em 9º lugar. O desfile abordou os diversos aspectos do trajeto. A comissão de frente foi destaque, com os componentes representando guardas de trânsito.
Em 2004, antes do carnaval, a escola e a comunidade perderam um dos diretores da agremiação, Eriverto Sabino de França, conhecido como Veto, assassinado no dia 11 de janeiro de 2004. Apesar deste revés a escola se apresentou bem e ficou em 6º lugar na disputa do Carnaval.
Em 2007, com um enredo sobre o renascimento ecológico da cidade de Cubatão, a escola surpreendeu o público com um grande desfile e um samba empolgante, conquistando o vice-campeonato, melhor colocação de sua história. Em 2008, com um enredo sobre os 100 anos da Imigração Japonesa no Brasil, a escola quebrou o recorde de maior alegoria do Carnaval (120 metros), mas terminou na 3ª colocação.
Em 2009, a  escola trouxe o enredo Da sobrevivência a luxúria, da ilusão a alucinação. Dinheiro, mito, história e realidade, terminando na 8ª colocação.

### Década de 2010 a 2019
No ano de 2010, a  escola apresentou um enredo sobre o minério de ferro: "A indústria que manipula o ferro, é a mãe de todas as outras", de autoria do carnavalesco Fábio Borges. A escola acabou obtendo um resultado aquém do esperado, terminando em 6º lugar.
Em 2011, desfilou com um enredo sobre o Teatro Amazonas e a cidade de Manaus, dentro de um contexto histórico que englobou passado, presente e futuro, intitulado: "Teatro Amazonas - Manaus em Cena", de autoria do carnavalesco Fábio Borges, conseguiu um 3° lugar atrás da surpreendente Tucuruvi e da campeã Vai-Vai. Para o Carnaval de 2012, a escola contou com um novo carnavalesco, o experiente Chico Spinosa, que veio substituir Fábio Borges. Além dele, a escola contratou o consagrado intérprete carioca Nêgo. Desfilando com o enredo: "A Força Infinita da Criação - Vila Maria Feita a Mão", consegue o 5° lugar.
No ano seguinte, Chico Spinosa permanece na escola, preparando o enredo sobre os 50 anos da Imigração Coreana no Brasil. Integrantes da escola acreditavam que a agremiação seria uma das favoritas ao título, porém, durante a apuração, após receber notas muito baixas em vários quesitos, acabou ficando na última colocação, sofrendo descenso para o Grupo de Acesso. No ano de 2014, a Vila Maria mostrou a história dos brinquedos, levando personagens clássicos que marcaram a memória de muita gente, com o enredo: "Nos meus 60 Anos de Alegria - Sou Vila Maria, e Faço a Festa Resgatando do Passado Brinquedos e Brincadeiras do Tempo de Criança". Foi a Campeã do Grupo de Acesso, obtendo a pontuação máxima de 270 pontos, voltando assim ao Grupo Especial do Carnaval em 2015.
Para o Carnaval 2015, a escola trouxe o enredo: "Só os diamantes são eternos na química divina!", de autoria do carnavalesco Lucas Pinto. A escola terminou em 10° lugar, permanecendo na elite do carnaval paulista. Em 2016, a escola homenageou o município insular de Ilhabela, localizado no litoral norte do Estado de São Paulo, desenrolando contos sobre a história da cidade até a atualidade, com o enredo: "A Vila Famosa é mais Bela, Ilhabela da Fantasia". Fez um desfile sofisticado, que surpreendeu pela qualidade das alegorias, garantindo um 5º Lugar.
Em 2017, a escola desfilou com o enredo sobre o terceiro centenário da aparição da imagem de Nossa Senhora no rio Paraíba em 1717. Tendo tido o aval da Igreja Católica para prestar a homenagem, a escola precisou se comprometer em se apresentar na avenida atendendo a alguns requisitos tais como não permitir a nudez, não falar sobre o sincretismo religioso e permitir a supervisão da Arquidiocese de São Paulo durante todo o processo. A escolha do enredo foi bem recebida pela comunidade, apesar de ter provocado também protestos. A escola efetuou um bom desfile de maneira geral, mas deixou a desejar em alguns quesitos como Alegorias e Comissão de Frente, que juntos somaram a perda de 0,8 pontos deixando a escola em 7º lugar na classificação geral.
Para 2018, a escola da Zona Norte escolheu levar para avenida o México, mostrando os povos maias e astecas, a arte de Frida Kahlo e passagens importantes da história do país, além da homenagem a Roberto Bolaños e seus personagens. Entre os destaques, ala da turma do Chaves e Chapolin Colorado. Problemas com a fantasia do primeiro casal de mestre-sala e porta-bandeira e notas baixas nos quesitos Comissão de Frente e Enredo deixaram a escola com apenas o 9º lugar.
Em 2019, homenageou o Peru com o enredo: "Nas asas do grande pássaro, o voo da Vila ao império do Sol", mostrando a cultura e as belezas naturais do país sul americano. Para o desenvolvimento da história trouxe o carnavalesco Cristiano Bara. A escola terminou em 4º lugar.

### Década a partir de 2020
Em 2020, homenageou a China. Com um desfile elogiado pela plástica, teve a oportunidade de voltar, mais uma vez, ao Desfile das Campeãs, após conquistar o 5º lugar.
Para o Carnaval 2021, escolhe um enredo sobre o amor em suas várias formas de amar. Com os desfiles adiados para abril de 2022, a escola manteve o enredo e o carnavalesco Cristiano Bara. Após um desfile técnico e bonito, com boas alegorias e fantasias e com o atraso de quase 45 minutos por conta de um vazamento de óleo de uma alegoria da escola anterior, a Tom Maior, a agremiação teve um problema com a iluminação do abre-alas, que foi rapidamente resolvido. Na apuração, ficou com o 5º lugar.
No carnaval de 2023, a Vila Maria voltou para suas raízes ao fazer um enredo em homenagem a sua própria história. No entanto, a escola terminou na última colocação, sendo novamente rebaixada para o Acesso 1 após nove anos no grupo especial.
Para 2024, a Vila Maria inicialmente anunciou um enredo sobre o cantor norte-americano Michael Jackson, que fora confirmado a cerca de um mês para o carnaval de 2023. O cover oficial do artista, Rodrigo Teaser, chegou a desfilar pela agremiação para promover o tema. No entanto, com o rebaixamento para o Grupo de Acesso 1 e a contratação do carnavalesco Fabio Ricardo, a escola reposicionou seu projeto de carnaval e optou por desistir de fazer este enredo, anunciando no final de abril um novo tema: "Forjados na luta, guiados na coragem e sincretizados na fé: A Vila Canta Ogum!", falando sobre a devoção à São Jorge no sincretismo da umbanda. A poucas semanas do desfile, a escola contrata o intérprete Nêgo para reforçar o carro de som. Fazendo uma correta apresentação, apesar de problemas em quesitos visuais, a Vila terminou na quarta colocação.
Após o desfile de 2024, o carnavalesco Fabio Ricardo se transferiu para o Rosas de Ouro, sendo substituído por Eduardo Caetano, que faz seu retorno ao carnaval paulistano após 4 anos. A escola dispensou Royce do Cavaco e Nêgo, contratando o intérprete Clayton Reis, que estava na Mocidade Unida da Mooca. O enredo anunciado para o carnaval 2025 é "O Planeta Terra pede socorro. É tempo de renovar e preservar!", que vai abordar a necessidade urgente de preservação do meio ambiente e a luta contra as consequências do aquecimento global, citando ainda a 30ª Conferência da ONU sobre Mudanças Climáticas (COP 30), que será realizada em Belém no mesmo ano.

## Segmentos

### Presidentes
| Nome                             | Mandato    | Ref.   |
| -------------------------------- | ---------- | ------ |
| João Franco (Xangô)              | 1954-1975  |        |
| Benedito Nascimento              | 1976       |        |
| João Franco (Xangô)              | 1977-1982  |        |
| Ester Cocco                      | 1983-1998  |        |
| Osvaldo Antônio Domingos         | 1999       |        |
| Marcelo Müller                   | 2000-2002  |        |
| Márcio Alves                     | 2003-2005  |        |
| Paulo Sérgio Ferreira (Serginho) | 2006-2014  | [ 39 ] |
| Adilson José de Souza            | 2015-Atual | [ 40 ] |

### Intérpretes
| Carnavais  | Intérprete Oficial            | Ref.   |
| ---------- | ----------------------------- | ------ |
| 1969       | Carmélia Alves                |        |
| 1996       | Odelise de Camargo            |        |
| 1999       | Reginaldo                     |        |
| 2000-2003  | André Pantera                 |        |
| 2004       | Darlan Alves                  |        |
| 2005       | Gilsinho                      |        |
| 2006       | Fernandinho SP                |        |
| 2007       | Fernandinho SP e Baby         |        |
| 2008-2010  | Fernandinho SP, Baby e Quinho |        |
| 2011       | Baby e Agnaldo Amaral         |        |
| 2012       | Nêgo                          |        |
| 2013       | Fernandinho SP e Edmar Guiã   |        |
| 2014-2017  | Clóvis Pê                     |        |
| 2018-2023  | Wander Pires                  | [ 41 ] |
| 2024       | Royce do Cavaco e Nêgo        |        |
| 2025-atual | Clayton Reis                  |        |

### Diretores

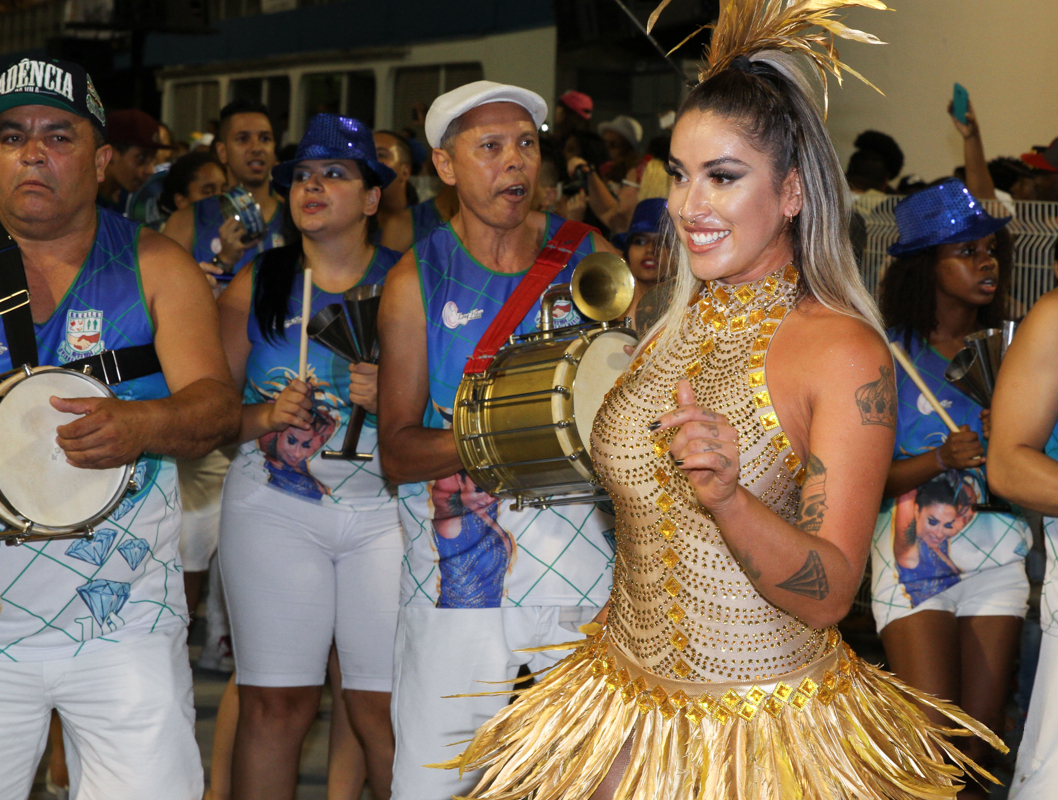
Dani Bolina, madrinha da bateria Cadência da Vila.

| Carnavais | Diretor de Carnaval | Diretor Geral de Harmonia                                     | Mestre de Bateria    | Ref.                               |
| --------- | --- | ------------------------------------------------------------- | -------------------- | ---------------------------------- |
| 1993      | Vadinho |                                                               | Mestre Pulguinha     |                                    |
| 1994-1999 | |                                                               | Mestre Pulguinha     |                                    |
| 2000      | |                                                               | Mestre Pulguinha     |                                    |
| 2001-2004 | |                                                               | Mestre Colorado      |                                    |
| 2004      | |                                                               | Mestre Divino        |                                    |
| 2004-2010 | | Mercadoria                                                    | Mestre Mi            |                                    |
| 2011      | Mercadoria | Carlos Pires (Carlão)                                         | Mestre Mi            |                                    |
| 2012      | Luciana Pereira e Luiz Martins | Carlos Pires (Carlão)                                         | Mestre Mi            | [ 42 ]                             |
| 2013      | Adilson José de Souza | Carlos Pires (Carlão)                                         | Mestre R. Moleza     |                                    |
| 2014      | Paulo Sérgio Ferreira (Serginho) | Carlos Pires (Carlão)                                         | Mestre R. Moleza     | [ 42 ]                             |
| 2015      | Mario Giangiacomo | Antônio Vicente (Toninho)                                     | Mestre R. Moleza     | [ 40 ]                             |
| 2016      | Marcelo Müller | Demis Roberto                                                 | Mestre R. Moleza     | [ 43 ] [ 44 ] [ 45 ] [ 46 ] [ 47 ] |
| 2017      | Comissão de Carnaval: Marcelo Muller, Demis Roberto, Delmo Moraes, Antônio Cansanção e Fábio Fávero                                                                           | Demis Roberto                                                 | Mestre R. Moleza     |                                    |
| 2018-2019 | Marcelo Müller | Antônio Vicente (Toninho), César de Oliveira (Cesinha) e Lima | Mestre R. Moleza     |                                    |
| 2020-2022 | Comissão de Carnaval: Dorival Fernandes (Purrum), Marcelo Muller, Edilson Pereira, Tarcila Falleiros, Mario Giangiacomo, Claudia Ribeiro e Antonio Francisco de Barros Junior | César de Oliveira (Cesinha)                                   | Mestre R. Moleza     | [ 41 ]                             |
| 2023      | Júlio César Dias Alves "Queijos" | César de Oliveira (Cesinha)                                   | Mestre R. Moleza     |                                    |
| 2024      | Paulo Sérgio Ferreira (Serginho) | Jussara Félix                                                 | Mestre R. Moleza     | [ 48 ]                             |
| 2025      | Júlio César Dias Alves "Queijos" | Jussara Félix                                                 | Mestre R. Moleza     | [ 49 ]                             |
| 2026      | Júlio César Dias Alves "Queijos" |                                                               | Mestre Marcel Bonfim | [ 50 ]                             |

### Coreógrafos
| Carnavais  | Nome           | Ref.          |
| ---------- | -------------- | ------------- |
| 2001-2014  | Sérgio Cardoso | [ 51 ] [ 52 ] |
| 2015-2016  | Renan Banov    | [ 53 ] [ 54 ] |
| 2017       | Sérgio Cardoso | [ 52 ]        |
| 2018-2023  | Renan Banov    | [ 55 ] [ 41 ] |
| 2024-atual | Taiana Freitas | [ 56 ]        |

### Casal de Mestre-sala e Porta-bandeira
| Carnavais | Nome                                | Ref.          |
| --------- | ----------------------------------- | ------------- |
| 2000      | Everson e Magal                     |               |
| 2002      | Everson e Roseli                    |               |
| 2003      | Everson e Milena                    |               |
| 2004      | Everson e Roseli                    |               |
| 2005-2009 | Everson e Cyntia                    |               |
| 2010-2015 | Rodrigo Antônio e Marina Lazzari    | [ 57 ] [ 58 ] |
| 2016-2017 | Edgar Carobina e Laís Moreira       | [ 59 ] [ 60 ] |
| 2018-2019 | Everson Sena e Laís Moreira         | [ 61 ] [ 62 ] |
| 2020      | Brunno Mathias e Tatiana dos Santos | [ 63 ]        |
| 2022-2023 | Edgar Carobina e Laís Moreira       |               |
| 2024      | Mauro César e Gleise Siqueira       |               |
| 2025      | Kawe Lacorte e Nathalia Bete        | [ 64 ]        |
| 2026      | Kadu Andrade e Camila Moreira       | [ 65 ]        |

### Corte de Bateria
| Carnavais | Rainha de Bateria  | Madrinha de Bateria | Musa da Bateria  | Princesa da Bateria              | Ref           |
| --------- | ------------------ | ------------------- | ---------------- | -------------------------------- | ------------- |
| 1998      | Beatriz de Lima    | Daniela Regina      | Luzia            | Katiane Ferreira                 |               |
| 1999      | Daniela Regina     | Valéria             | Katiane Ferreira | Luzia                            |               |
| 2000      | Katiane Ferreira   | Valéria             |                  |                                  |               |
| 2001      | Beatriz de Lima    | Valéria             | Patrícia Cruz    | Luana Tarquino                   |               |
| 2002      | Silmara Oliveira   | Adriana Alves       | Patrícia Cruz    | Beatriz de Lima                  |               |
| 2003      | Patrícia Cruz      | Luísa Mell          | Gláucia Franco   | Beatriz de Lima                  |               |
| 2004      | Patrícia Cruz      | Luísa Mell          | Aline Rufino     | Beatriz de Lima                  |               |
| 2005      | Beatriz de Lima    | Adriana Alves       | Aline Rufino     |                                  |               |
| 2006      | Adriana Alves      | Cláudia Barbosa     | Maressa Alves    | Aline Rufino                     |               |
| 2007      | Valeska Reis       | Nana Gouvêa         | Rita de Cássia   | Monalisa Marques e Patrícia Cruz |               |
| 2008      | Monalisa Marques   | Yuka Chan           | Rita de Cássia   | Giseli Alves                     |               |
| 2009      | Monalisa Marques   | Sheila Carvalho     | Juliane Silvério | Giseli Alves                     |               |
| 2010      | Priscila Bonifácio | Sheila Carvalho     | Monalisa Marques | Thatiana Oleinik                 |               |
| 2011      | Priscila Bonifácio | Sheila Carvalho     | Monalisa Marques | Ana Paula Costa                  |               |
| 2012      | Priscila Bonifácio | Quitéria Chagas     | Monalisa Marques |                                  |               |
| 2013      | Cristiane Cuozzo   | Elen Pinheiro       | Monalisa Marques | Marcia Freire                    |               |
| 2014      | Cristiane Cuozzo   | Dani Bolina         |                  | Marcia Freire                    |               |
| 2015      | Márcia Freire      | Dani Bolina         |                  | Bruna Fonseca                    | [ 66 ]        |
| 2016      | Bruna Fonseca      | Dani Bolina         |                  |                                  | [ 66 ] [ 67 ] |
| 2017      |                    | Dani Bolina         |                  |                                  | [ 45 ]        |
| 2018-2021 | Sávia David        | Dani Bolina         |                  |                                  | [ 68 ] [ 41 ] |
| 2022-2024 | Sávia David        |                     |                  |                                  |               |
| 2025      | Nathany Piemonte   |                     |                  |                                  | [ 69 ]        |

## Carnavais
| Ano  | Colocação | Grupo | Enredo | Carnavalesco | Ref.                 |
| ---- | --- | --- | --- | --- | -------------------- |
| 1957 | 2º lugar | Especial | Samba Exaltação | Comissão de Carnaval                                                                                                   | [ 70 ] [ 71 ]        |
| 1958 | N/D | N/D | Samba Exaltação | Comissão de Carnaval                                                                                                   |                      |
| 1959 | 3º lugar | Especial | Samba Exaltação | Comissão de Carnaval                                                                                                   | [ 72 ]               |
| 1960 | N/D | N/D | Samba Exaltação | Comissão de Carnaval                                                                                                   |                      |
| 1961 | 4º lugar | Especial | Samba Exaltação | Comissão de Carnaval                                                                                                   | [ 73 ]               |
| 1962 | N/D | Especial | Samba Exaltação | Comissão de Carnaval                                                                                                   |                      |
| 1963 | N/D | Especial | Samba Exaltação | Comissão de Carnaval                                                                                                   |                      |
| 1964 | N/D | Especial | Samba Exaltação | Comissão de Carnaval                                                                                                   |                      |
| 1965 | N/D | Especial | Samba Exaltação | Comissão de Carnaval                                                                                                   |                      |
| 1966 | N/D | Especial | Samba Exaltação | Comissão de Carnaval                                                                                                   |                      |
| 1967 | N/D | Especial | Samba Exaltação | Comissão de Carnaval                                                                                                   |                      |
| 1968 | Campeã | Acesso | Homenagem à Villa Lobos. | João Franco (Xangô) |                      |
| 1969 | 4º lugar | Especial | Quatro Histórias de Amor. Compositores: João Franco (Xangô) e Bob Júnior | João Franco (Xangô) |                      |
| 1970 | 5º lugar | Especial | Histórias da Carochinha. | Talismã |                      |
| 1971 | 6º lugar | Especial | Uma Noite no Rio. Compositores: Talismã e Mara | Talismã |                      |
| 1972 | 5º lugar | Especial | São Paulo de Ontem, São Paulo de Hoje. Compositores: Toniquinho Batuqueiro e Evaristo de Carvalho | Talismã | [ 74 ]               |
| 1973 | 10º lugar | Especial | Quando Chega a Primavera. | Talismã |                      |
| 1974 | 4º lugar | Acesso | Lendas Marinhas. Compositor: Daniel da Ilha | Waldemar dos Santos e Nilsa Salino                                                                                     |                      |
| 1975 | 5º lugar | Acesso | A Coroa de Chico Rei. | Waldemar dos Santos e Nilsa Salino                                                                                     |                      |
| 1976 | 9º lugar | Acesso | Cobra Grande. Compositores: Bulau, Pelado e Penteado | João Franco (Xangô) |                      |
| 1977 | Vice-campeã | 1-UESP | Piollin, Alegria do Povo. Compositores: Atanazio Nunes Pereira (Tazi) e Nair Fraga (Nena) | João Franco (Xangô) |                      |
| 1978 | 9º lugar | Acesso | Francisco das Chagas, o Cabra. Compositor: Luiz Roberto Alves | Joãozinho Mestre | [ 75 ]               |
| 1979 | 8º lugar | Acesso | Estou Falando de Brasil. Compositores: Toniquinho Batuqueiro, Bobby Hilton, Evaristo de Carvalho e Pedro Lira | Fernando Penteado |                      |
| 1980 | 8º lugar | Acesso | Carro de Boi. Compositores: Talismã, Tatu e Viana | Talismã |                      |
| 1981 | 12º lugar | Acesso | O Eldorado e as Amazonas. Compositores: Café, Nair Fraga (Nena), Toinho e Zé Fernandes | Nilis Hantignieri Filho                                                                                                |                      |
| 1982 | 7º lugar | 1-UESP | Feitiço da Vida. Compositor: Luiz Roberto Alves (Vovô) | Sônia Ferreira Cortez                                                                                                  |                      |
| 1983 | 4º lugar | 1-UESP | Encontro das Três Raças. Compositores: Elisbão do Cavaco, Penteado e Tadeu Mazzei | Tito Arantes |                      |
| 1984 | Vice-campeã | 1-UESP | Carnaval, Festa do Povo. | Fernando Penteado |                      |
| 1985 | 10º lugar | Acesso | Pindorama Aye - Uma Viagem Encantada. | Tito Arantes |                      |
| 1986 | 6º lugar | 1-UESP | Ah! Que Saudade Que eu Tenho. Compositor: Ademir | Cláudio Aparecido Lima                                                                                                 |                      |
| 1987 | 8º lugar | 1-UESP | João e Maria. Compositores: Helenir Lopes e Talismã | Talismã |                      |
| 1988 | 8º lugar | 1-UESP | Arrelia, 82 Anos de Alegria. Compositores: Ademir Pintado, Don Richard e Osvaldo César | Dona Nena |                      |
| 1989 | 6º lugar | 1-UESP | O Mundo Encantado de Monteiro Lobato. Compositores: Ademir Pintado, Chico Siqueira, Don Richard, Oswaldo Babão | Dirceu Lippi |                      |
| 1990 | 8º lugar | 1-UESP | 82 Anos de Samba. Compositores: Ademir Pintado, Don Richard, Oswaldo Babão | Osvaldo Antônio Domingos                                                                                               |                      |
| 1991 | 10º lugar | 1-UESP | Manhas, Manias e Mandingas. | Ademir Pintado |                      |
| 1992 | 9º lugar | 2-UESP | S.O.S. Ecologia. Compositores: Ademir Pintado, Ataliba, Mauro Sérgio e Luiz Roberto Alves (Vovô) | Luiz Roberto Alves e Ataliba                                                                                           |                      |
| 1993 | 4º lugar | 3-UESP | Gandaia - Um Dia de Folia. Compositores: Carlinhos de Jesus, Manequim do Cavaco | Tito Arantes |                      |
| 1994 | 3º lugar | 2-UESP | A Lenda da Noite. Compositores: Ivan da Mocidade, Maurício e Rubão | Marcelo Muller e Edílson Pereira                                                                                       |                      |
| 1995 | 3º lugar | 2-UESP | Lá Vem o Circo. Compositores: Dão, Martins e Xinxa | Marcelo Muller e Edílson Pereira                                                                                       |                      |
| 1996 | 10º lugar | 1-UESP | Jorge Amado - de Piranji à Literatura Brasileira. Compositores: Iracema, Martins, Sandra e Xinxa | Marcelo Muller e Edílson Pereira                                                                                       |                      |
| 1997 | 3º lugar | 3-UESP | Praça XI. Quantas Saudades. Compositores: Eliana Big, Nenê da Alegria e Paraíba | Marcelo Muller e Edílson Pereira                                                                                       |                      |
| 1998 | Campeã | 2-UESP | Uma Viagem à Atlântida. Compositores: Celso Cabelo, Cocada, Dão, Filé, Martins | Marcelo Muller e Edílson Pereira                                                                                       |                      |
| 1999 | 4º lugar | 1-UESP | Espia Só a Vila Maria. Compositores: Eliana Big e Nenê da Vila | Marcelo Muller e Edílson Pereira                                                                                       |                      |
| 2000 | Vice-campeã | 1-UESP | Air Vila Maria, a Volta ao Mundo em 50 Minutos. Compositores: Eliana Big e Nenê da Vila | Nelsinho Carioca |                      |
| 2001 | Campeã | Acesso | Vila Maria: A Seguir As Cenas dos Próximos Capítulos. Compositores: Moleque Pará, Nivaldo, Cocada, Martins e Dão | Wagner Santos |                      |
| 2002 | 11º lugar | Especial | Intolerância Não! Viva e Deixe Viver! Compositores: Carlinhos de Jesus, Dilai, Maurinho de Jesus, Marcinho Swing e Minho | Wagner Santos |                      |
| 2003 | 9º lugar | Especial | De Volta ao Passado, Uma Viagem Pela Rodovia do Futuro. Compositores: Marcinho Swing, Minho e Xandão. | Wagner Santos |                      |
| 2004 | 6º lugar | Especial | São Paulo no Coração do Brasil. Parabéns Pra Você. Compositores: Carlinhos de Jesus, Maurinho de Jesus e Milo | Wagner Santos |                      |
| 2005 | 4° lugar | Especial | Sonho, realidade: No Circo da Vida. Compositores: Paulo da Magia, Vitor Santos, Makumba, Paulinho Chiclete e Toninho 44 | Wagner Santos |                      |
| 2006 | 4° lugar | Especial | Transportando o Brasil Estradeiro, Coração Batuqueiro, Coração Brasileiro. Compositores: Panda, Edmilson Silva, Rick Ramos e Dom Álvaro | Wagner Santos |                      |
| 2007 | Vice-campeã | Especial | Vila Maria: Canta, Encanta Com Minha História: Cubatão Rainha das Serras. Compositores: Panda, Edmilson Silva, Dom Álvaro e Rick Ramos | Wagner Santos |                      |
| 2008 | 3° lugar | Especial | Irashai-Mase, Milênios de Cultura e Sabedoria no Centenário da Imigração Japonesa. Compositores: Dão, Véia, Martins, Nando e Moleque Pará | Wagner Santos |                      |
| 2009 | 8º lugar | Especial | Da Sobrevivência ao Luxo, da Ilusão à Alucinação. Dinheiro, Mito, História e Realidade. Compositores: Panda, Edmilson Silva e Jorge Zanin | Wagner Santos |                      |
| 2010 | 6º lugar | Especial | A Indústria que Manipula o Ferro é a Mãe de Todas as Outras. Compositores: Minho, Xandão e Marcinho Swing | Fábio Borges |                      |
| 2011 | 3º lugar | Especial | Teatro Amazonas. Manaus em Cena. Compositores: Alemão do Pandeiro, Claude Ribeiro, Ricardo Gutierrez, Tchello Lima, Anderson Salgadinho, Kevyn Rodrigues e Wally Santos | Fábio Borges |                      |
| 2012 | 5º lugar | Especial | A força Infinita da Criação, Vila Maria Feita a Mão. Compositores: Nininho, Yhai, Professor Wal, Russo e Moleque Pará | Chico Spinosa |                      |
| 2013 | 14º lugar | Especial | Made in Korea. Compositores: Jorge Zanin, Leandro Coringa, Rafael Babú, Fabinho Sampa e Renato Mooca | Chico Spinosa |                      |
| 2014 | Campeã | Acesso | Nos Meus 60 Anos de Alegria - Sou Vila Maria, e Faço a Festa Resgatando do Passado Brinquedos e Brincadeiras de Criança. Compositores: Alemão do Pandeiro, Ítalo Rubbin, Professor Wal, Russo, Paulo Senna, Anderson Magrão, Tadeu Gomes, Nininho, Wagner Yhai e Pepê Niterói                                | Lucas Pinto |                      |
| 2015 | 10º lugar | Especial | Só os Diamantes São Eternos, na Química Divina. Compositores: Paulo Senna, Alemão do Pandeiro, Anderson Magrão, Jonas Mizael e Tadeu Gomes | Lucas Pinto | [ 76 ] [ 77 ] [ 78 ] |
| 2016 | 5º lugar | Especial | A Vila Famosa é Mais Bela, Ilhabela da Fantasia. Compositores: Dudu Nobre, Rafa do Cavaco, Turko, Maradona, Paulinho Miranda, Diego Nicolau, Garoto Bom e Nenê da Vila | Alexandre Louzada | [ 67 ]               |
| 2017 | 7° lugar | Especial | Aparecida - A Rainha do Brasil. 300 Anos de Amor e Fé no Coração do Povo Brasileiro. Compositores: Leandro Rato, Zé Paulo Sierra, Almir Mendonça, Vinicius Ferreira, Zé Boy e Silas Augusto | Sidnei França | [ 79 ]               |
| 2018 | 9° lugar | Especial | Aproveitam-se de Minha Nobreza, Você Não Soube, Não te Contaram? Suspeitei Desde o Principio! Não Contavam com Minha Astúcia! Arriba Bolaños, Arriba Vila, Arriba México. Compositores: Dudu Nobre, Rafa do Cavaco, Pepe Niterói, Turko, Maradona, Diego Nicolau, Marcelo Nunes, Evandro Bocão e André Diniz | Fran Sérgio e Cristiano Bara                                                                                           | [ 80 ]               |
| 2019 | 4° lugar | Especial | Nas Asas do Grande Pássaro o Voo da Vila Maria ao Império do Sol. Compositores: Aquiles da Vila, Rapha SP, Marcus Boldrini, Salgado Luz e Leandro Flecha | Alexandre Louzada e Cristiano Bara                                                                                     | [ 81 ] [ 82 ]        |
| 2020 | 5º lugar | Especial | China, O Sonho de Um Povo Embala o Samba e Faz a Vila Sonhar. Compositores: Cacá Camargo, Tim Cardoso, Acerola de Angola, Sérgio Carmo, Renan Takacs, Xuxu do Cavaco, Bruno Pelé, Marcos Thiago, André Luiz, Luiz Jacaré e Rapha Maslionis                                                                   | Cristiano Bara |                      |
| 2021 | Inicialmente adiados para o mês de julho, os desfiles do Carnaval 2021 foram cancelados devido a pandemia de Covid-19. | Inicialmente adiados para o mês de julho, os desfiles do Carnaval 2021 foram cancelados devido a pandemia de Covid-19. | Inicialmente adiados para o mês de julho, os desfiles do Carnaval 2021 foram cancelados devido a pandemia de Covid-19. | Inicialmente adiados para o mês de julho, os desfiles do Carnaval 2021 foram cancelados devido a pandemia de Covid-19. | [ 83 ]               |
| 2022 | 5º lugar | Especial | O Mundo Precisa de Cada Um de Nós. Compositores: Dudu Nobre, Zé Paulo Sierra e Diego Nicolau | Cristiano Bara | [ 84 ] [ 85 ]        |
| 2023 | 13° lugar | Especial | Vila Maria - Minha Origem, Minha Essência, Minha História! Fonte de Amor Muito Além do Carnaval. Compositores: Alemão do Pandeiro, Paulo Senna, Anderson Magrão e Tadeu Gomes | Cristiano Bara | [ 86 ]               |
| 2024 | 4º lugar | Acesso 1 | Forjados na Luta, Guiados na Coragem e Sincretizados na Fé: A Vila Canta Ogum! Compositores: Véia, Martins, Dão, Didi Pinheiro, Maradona, Zeca do Cavaco e Roberto Garcia | Fábio Ricardo | [ 87 ]               |
| 2025 | 4º lugar | Acesso 1 | O Planeta Terra pede socorro. É tempo de renovar e preservar! Compositores: Panda, Edmilson Silva, Sandro Neves, Rick Ramos, Wilsinho Medieval, Ferreira de Matos e Renato William | Eduardo Caetano |                      |
| 2026 | | Acesso 1 | Do chão que alimenta à culinária que encanta: Brasil,Um banquete de sabores. | Vinícius Freitas |                      |

## Títulos
| Títulos Unidos de Vila Maria | Títulos Unidos de Vila Maria | Títulos Unidos de Vila Maria | Títulos Unidos de Vila Maria |
|                              | Divisão                      | Total                        | Ano                          |
| ---------------------------- | ---------------------------- | ---------------------------- | ---------------------------- |
|                              | Grupo de Acesso              | 3                            | 1968, 2001 e 2014            |
|                              | Grupo 2-UESP                 | 1                            | 1998                         |